# Ceriagrion cerinorubellum
Ceriagrion cerinorubellum – gatunek ważki z rodziny łątkowatych (Coenagrionidae).